# 羅湖儲值票
羅湖儲值票是一種磁卡車票，供乘客乘搭香港的九廣東鐵往返羅湖站，在1990年7月7日至1999年1月2日期間通用。羅湖儲值票是方便經羅湖站往來中國内地過境乘客使用，毋須每次到售票處購票。

## 使用方法
羅湖儲值票只適用於由紅磡站至上水站之間的車站往返羅湖站的普通等列車車程，車資會從儲值票中扣減成人票價。然而，乘客如使用羅湖儲值票乘搭紅磡站至上水站之間的車程，須繳付由入閘車站至羅湖站的羅湖儲值票票價。羅湖儲值票跟通用儲值票一樣設有「尾程優惠」。

## 售價
羅湖儲值票票價為HK$300。當實施羅湖乘客限額制時，羅湖儲值票將「不適用」於前往羅湖站，違例使用者須繳交附加費HK$100（現時為HK$1,000）。羅湖儲值票有效期為六個月（1990年7月7日至1993年6月30日間使用之第一版車票）或九個月（1993年7月1日至1997年間使用之第二版車票）。

## 成效
羅湖儲值票的出現與通用儲值票的「尾程優惠」有關。因為往來羅湖站的車資比一般高昂，而通用儲值票的「尾程優惠」可能會造成嚴重虧損，加上羅湖站屬邊境禁區車站，有需要控制人流。因此，通用儲值票並不適用於往返羅湖站，九廣鐵路公司於是便另外發行專供往來羅湖站的「羅湖儲值票」。

## 取代
1997年9月，八達通開始使用，因八達通支援負數票值，車資可全數扣除，免除羅湖儲值票補票的煩瑣，而且更支援羅湖乘客限額制，遂即在1999年1月2日頭班車開始停止使用。